# Хупер, Джордан
Джордан Хупер (англ. Jordan Hooper; род. 20 февраля 1992 года в Аллайансе, штат Небраска, США) — американская профессиональная баскетболистка, выступавшая в женской национальной баскетбольной ассоциации. Была выбрана на драфте ВНБА 2014 года во втором раунде под общим тринадцатым номером клубом «Талса Шок». Играет в амплуа лёгкого форварда. В настоящее выступает за израильскую команду «Хапоэль Ришон-ле-Цион».

## Ранние годы
Джордан родилась 20 февраля 1992 года в городке Аллайанс (штат Небраска) в семье Брайана и Джодин Хупер, у неё есть брат, Кайл, а училась она там же в одноимённой средней школе, в которой выступала за местную баскетбольную команду.